# نووا تسرونکا
نووا تسرونکا (به صربی: Nova Crvenka) یک منطقهٔ مسکونی در صربستان است که در استان خودمختار وویوودینا واقع شده‌است. نووا تسرونکا ۴۲۰ نفر جمعیت دارد.